# Rhyncholestes raphanurus
Genre
Espèce
Statut de conservation UICN

 NT  : Quasi menacé
Le genre Rhyncholestes ne comprend qu'une espèce menacée de petit marsupial que l'on rencontre encore en Argentine et au Chili :
- Rhyncholestes raphanurus, nommé Comadrejita Trompuda (petite belette ...) par les Chiliens[1].